# (20531) Stevebabcock
(20531) Stevebabcock (1999 RW57) – planetoida z pasa głównego asteroid okrążająca Słońce w ciągu 3,68 lat w średniej odległości 2,38 j.a. Odkryta 7 września 1999 roku.